# An–124
Az Antonov An–124 Ruszlan (NATO-kódja: Condor) a kijevi Antonov tervezőirodában az 1970-es évek második felében Viktor Tolmacsov főkonstruktőr irányításával kifejlesztett teljesen fémépítésű, félhéjszerkezetű, felsőszárnyas elrendezésű, behúzható futóművel rendelkező, kétáramú gázturbinás sugárhajtóművel, hermetikusan zárható kabinnal és nem hermetikus tehertérrel rendelkező, merevszárnyú teherszállító repülőgéptípus.

## Története
1982. december 26-án szállt fel először a prototípus. A konkurens C–5 Galaxy-nál nagyobb teherszállító gép létrehozása, valamint a kiöregedő An–22-k leváltása voltak a fő fejlesztési célok.
Számos FAI-világrekordot állítottak fel a típussal a szovjetek 1985–1987 között, amiket később csak az An–225 döntött meg. Például 171,2 tonna teherrel 10 750 m-re emelkedés és zárt pályán több mint 20 000 km hatótávolságú repülés.

## Gyártás

### Szovjetunió/Oroszország
1982–től az uljanovszki Aviasztar repülőgépgyár 55 db gépet gyártott.

### Ukrajna
Ukrajnában még ma is gyártják. Gyártása korszerűnek nevezhető, sok kompozit anyagot használnak fel építésekor. A 100-as verzió szerkezetének és hajtóműveinek élettartama jelentősen megnövekedett. A sárkányszerkezet élettartama az eredeti 7500 óráról 12 000 órára lett meghosszabbítva, a 2000 óta gyártottaké már 24 000 repült óra, az An–124–100M–150 altípusé már 40 000 (összehasonlításképpen a C–17 Globemaster III-é 90 000 óra). Az eredeti hajtóművek 1250 üzemórás élettartamát is sikerült jelentős módosításokkal 24 000 órára növelni. Kijevben az Aviant vállalatnál még ma is gyártják igen kis ütemben az ukrán légierőnek és civil légitársaságoknak. Az Aviant 2004-ig 19 db-ot gyártott a típusból.

## Szerkezeti felépítés

### Tehertér

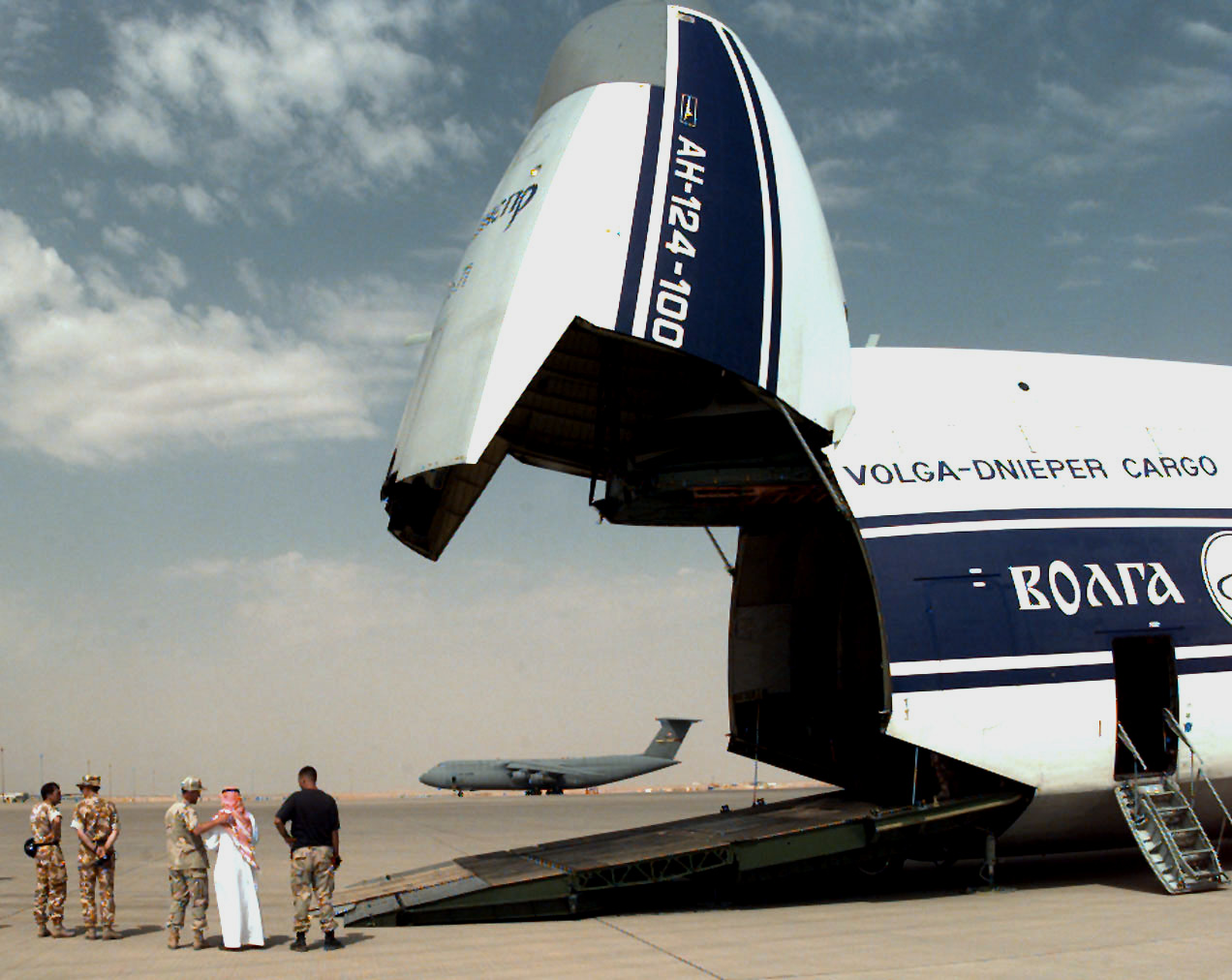
A Volga Dnepher légitársaság egyik 100-as gépének orra felemelve rakodási pozícióba és a törzs „térdelő állásban”. A kép 1996. augusztus 26-án a szaúd-arábiai al-Kharj légitámaszponton készült a Southern Watch (Déli Őrjárat) hadművelet idején. A háttérben egy amerikai C–5 Galaxy áll

A repülőgép szerkezete nem teljesen hermetizált, teljesen csak a pilótafülke és egy kiegészítő utastér, a tehertér csak 1/4 atm.-val. Ez azt jelenti, hogy élőlények nem tartózkodhatnak a tehertérben 4000 m feletti repülések esetén.

## Üzemeltetők

### Orosz Honi Légierő
Oroszország honi légiereje a közeljövőben eladja megmaradt Ruszlan-flottáját (21 db gép) civil légiszállító vállalatoknak, szükség esetén bérbe veszi azokat. Indokul azok kihasználatlan kapacitása és ezzel összefüggően gazdaságtalan üzemeltetésük szolgált. Helyettük az Il–76 flottát használják tovább és modernizálják azokat.

### Civil légitársaságok
A civil gépek nagyrészt az ukrán Antonov tervezőiroda és az orosz Volga–Dnyepr Airlines tulajdonában vannak. Többségét főleg svájci és angol teherszállító cégek bérlik. A V-DA gépei szállították a brit haderő egy részét Szaúd-Arábiába a Southern Watch (Déli Őrjárat) hadművelet idején. A Dakar-ralin 2001-ben mutatkozott be a típus először. Azóta minden Dakar-on segítik és gyorsítják a szállítást. Az ADB gépei szállították a brit Nimrod-okat is nagyjavítási helyszínükre.
Az Irakban szolgálatot teljesített magyar katonai kontingens járműveit is az ukrán ADB 3 db Ruszlanja szállította át és később vissza. Afganisztánba és vissza már a SALIS keretében történik a magyar kontingens szállítása.
Az Egyesült Arab Emirségek-beli Maximus légitársaság egy darab An–124–100-as gépet üzemeltet. Ez a Kijevben 2003-ban gyártott utolsó, 18. repülőgép. A gép UR-ZYD ukrán lajstromjellel repül.
A líbiai Lybia Air Cargo légitársaság két An–124–100-as géppel rendelkezik. Az 5A-DKL lajstromjelű gépet 1992-ben, az 5A-DKN lajstromjelű gépet 1994-ben építették. Líbia volt az An–124-es első külföldi üzemelétetője. A líbiai An–124-esek a polgárháborús helyzet miatt évek óta nem repülnek.

### NATO SALIS
2006. március 23-án a NATO Lipcsében memorandumot kötött az Antonov tervezőirodával és a Volga–Dnyepr légitársaságokkal 6 db An–124–100 2010-ig való bérbe vételére a SALIS-program (Strategic Airlift Interim Solution, magyarul Stratégiai Légiszállítás Ideiglenes Megoldása) keretében. Az ügyben 2004 június eleje óta folytak a tárgyalások, tizenhat ország – köztük 14 NATO-tagállam (élükön Németországgal) és két partnerország – írta alá a megállapodást. A szállítóvállalat neve Ruslan SALIS GmbH. A hat gépből 2 db folyamatosan rendelkezésre kell álljon, 2 db-ot 6 napos és a további 2 db-ot pedig 9 napos készültségben kell tartani. Az adminisztrációs és menedzselő központot – a SALIS Coordination Centre-t – a hollandiai Eindhovenben állították fel, a gépek is itt állomásoznak (a 2002 februárjára itt kiépített European Airlift Centre miatt). A bérbevevő tagállamok kikötötték, hogy évente legalább 2000 repült órát teljesíttetnek gépenként. Fő célként az afganisztáni hadműveletek kiszolgálását határozták meg, de logisztikai segítséget nyújtanak az Afrikai Unió dárfúri missziójához, valamint egyéb környezeti katasztrófák sújtotta területeken is alkalmazzák majd. A gépek 2006 februárjától állnak a NATO rendelkezésére,. Ez az egyik kezdeményezés a kettőből – a másik a SAC, azaz a Strategic Airlift Capability (magyarul Stratégiai Légiszállítási Képesség) C–17 Globemaster III típusú gépekkel történik –, amely a NATO légi mozgékonyságát és teherszállító kapacitását hivatott tovább növelni.
2022-re a SALIS programban 9 NATO tagország vesz részt: Belgium, Csehország, Franciaország, Németország, Magyarország, Norvégia, Lengyelország, Szlovákia és Szlovénia.
A SALIS rövidítés feloldása Strategic Airlift International Solution-re módosult. 
A szolgáltató szállítóvállalat az Antonov Logistics Salis GmbH, székhelye Németország. A repülőgépeknek otthont adó repülőtér szintén a németországi Leipzig-Halle (Lipcse) repülőtér. 2021 szeptemberétől a NATO 5 éves szerződést kötött az Antonov Logistics Salis-sal a szállítási feladatok további végrehajtására. 
A SALIS szerződést a résztvevő NATO tagországok részéről az NSPA (NATO Support and Procurement Agency) menedzseli és koordinálja, a napi tevékenységeket az Eindhoveni (Hollandia) MCCE-ben (Movement Coordination Centre Europe) hangolják össze a tagországok katonai összekötői és az egyéb érintett felek.

## Veszteségek
- 1996. október 8-án, Olaszországban, Torino közelében kényszerleszállás közben egy farmra zuhant egy orosz gép. A fedélzeten tartózkodó 23 főnyi személyzet és legénység közül 2 fő meghalt (a pilóta és a másodpilóta), 13 fő megsérült, a farmon további 2 fő könnyebben sérült.
- 1997. december 6-án, 14:00 körül lezuhant az orosz légierő egyik Ruszlanja az irkutszki repülőgépgyár repülőteréről való felszállást követő 20. másodpercben. A gép a Grazdanszkaja utcába csapódott. Repülési útvonala Moszkva–Irkutszk–Vlagyivosztok–Vietnám lett volna. Fedélzetén volt már az a 2 db Szu–27UB, amit Vietnám vett meg. A gépen a személyzeten kívül az Irkutszki Repülőgépgyár szerelői közül többen is tartózkodtak. Senki sem élte túl a szerencsétlenséget.

### Monográfiák, folyóiratcikkek
- Aeromagazin 2003/1., 10–14. o.
- Haditechnika 1998/4., 31–34. o.